# Golf von İskenderun

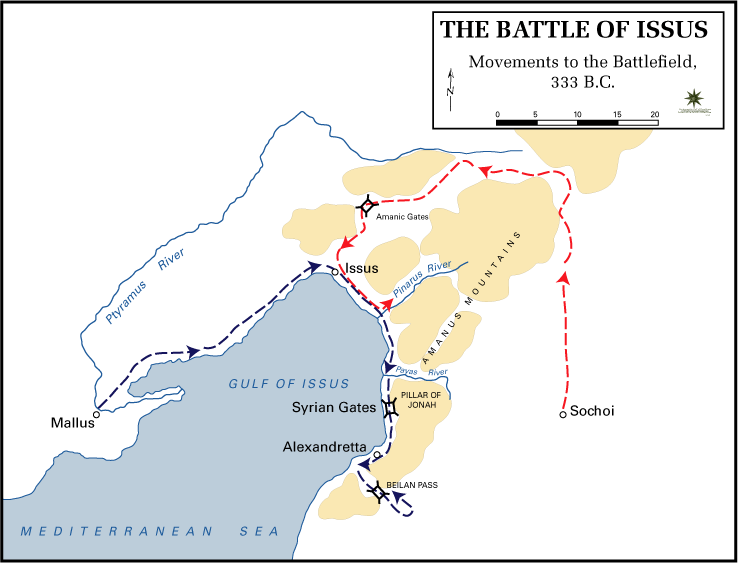
Der Golf von İskenderun und die Schlacht bei Issos.

Der Golf von İskenderun (türkisch İskenderun Körfezi, lateinisch Issicus sinus, altgriechisch ὁ Ἰσσοκὸς κόλπος) ist ein Golf im östlichen Mittelmeer an der türkischen Südküste. Er bildet den nordöstlichsten Punkt des Levantinischen Meeres und damit gleichzeitig den östlichsten Punkt des Mittelmeeres. Benannt ist er nach der Stadt İskenderun (auch als Alexandrette bekannt). In römischen Quellen war er auch als Sinus Issicus oder Mare Issicum bekannt, wobei sich Issicus auf die antike Stadt Issos bezieht.

## Geografie
Der etwa 36 km mal 60 km große Golf wird im Norden und Westen durch die Schwemmebene der Çukurova begrenzt. Die Amanosberge bilden die östliche Küste. Die Fläche beträgt ungefähr 1250 km² und das Wasservolumen etwa 95 km³. Die durchschnittliche Wassertiefe liegt zwischen 70 und 80 Meter. An der Übergangsstelle zum Mittelmeer ist der Golf 90 Meter tief. Wichtige Städte am Golf sind im Uhrzeigersinn Tarsus, Yumurtalık, Dörtyol und İskenderun.

## Umwelt
Der Golf ist aufgrund der Industrie in den Küstenstädten stark verschmutzt. Zusätzlich tragen ungünstige Meeresströmungen dazu bei, dass verunreinigtes Wasser vom Mittelmeer in den Golf gelangt. In den Städten İskenderun und Ceyhan enden Ölpipelines (Baku-Tiflis-Ceyhan-Pipeline) und befindet sich Schwerindustrie. Aus der stark landwirtschaftlich genutzten Çukurova gelangen über die Flüsse Abfälle der Landwirtschaft in den Golf. 2008 wurde die Lagune bei Yumurtalık als Yumurtalık-Lagünü-Nationalpark ausgewiesen. Der Nationalpark ist 16430 Hektar groß.

## Geschichte
Entlang des Golfes gibt es nur einen schmalen Landstreifen neben den Amanosbergen. Daher besaß diese Region als Flaschenhals zwischen Kilikien und Syrien einen großen strategischen Wert. Alexander der Große und Dareios III. stießen hier in der Schlacht bei Issos 333 v. Chr. aufeinander. Nach seinem Sieg gründete Alexander die Stadt Alexandreia kat’Isson bei dem strategisch wichtigen Beilan-Bergpass und löste so Issos als bedeutende Stadt ab. Nördlich des Golfes befindet sich die Kilikische Pforte, die quasi den Eingang nach Zentralanatolien darstellt. Auch später spielte der Weg am Golf entlang eine große Rolle, so unter anderem bei den Kreuzzügen und bei den Auseinandersetzungen zwischen den Osmanen und den ägyptischen Mamluken.